# جنجال‌های پیرامون مایکل جکسون
مایکل جکسون (زاده: ۸ شهریور ۱۳۳۷؛ درگذشت: ۴ تیر ۱۳۸۸) بازیگر، سرگرمی‌ساز و موسیقی‌دان اهل آمریکا بود. او از ۶ سالگی به صورت حرفه‌ای به موسیقی وارد شد و فعالیت‌هایش در صنعت موسیقی و تلاش‌های بسیارش در زمینه‌های حقوق بشر او را جزئی از فرهنگ عامهٔ مردم جهان کرده‌است. به گفتهٔ کتاب رکوردهای جهانی گینس، مایکل در زمان حیات‌اش «مشهورترین انسان زندهٔ جهان» بود. همچنین این کتاب در سال ۲۰۰۶ رکورد «موفق‌ترین هنرمند سرگرمی‌ساز جهان در طول تاریخ» را به نام مایکل ثبت کرده‌است.
مایکل محبوب‌ترین هنرمند جهان در طول تاریخ نیز می‌باشد.
اما با این حال، ایجاد شایعات بسیار از طرف رسانه‌ها، باعث به وجود آمدن جنجال‌های غرض ورزانه‌ای شد که به حرفه و محبوبیتش آسیب رساند. برخی از این شایعه‌ها به صورتی بود که خود مایکل باعث به وجود آمدن آن‌ها می‌شد؛
اما با این حال که مایکل از درز دادن داستان‌های ساختگی به رسانه‌ها دست برداشت اما به خاطر سودی که به جیب رسانه‌ها سرازیر می‌شد، آن‌ها خودشان شروع به انتشار داستان‌های ساختگی کردند.
برخی از این شایعات هم به خاطر دشمنی‌های و غرض ورزی دوستان و آشنایان او به وجود آمد.
جکسون در سال ۱۹۹۵ در پاسخ به شایعات بی‌اساس پیرامونش به تارابورلی، روزنامه‌نگار و زندگی‌نامه‌نویس، گفت:

چرا که نه، فقط به مردم بگو که من یه فضایی از مریخ هستم. به اونا بگو که من مرغ زنده می‌خورم و نصفه شبا رقصای جادویی می‌کنم. اونا هر چی که تو بگی باور می‌کنن. چون تو یه گزارشگری. اما اگه من، مایکل جکسون، بخوام بگم، «من یه فضایی از مریخم. مرغ زنده می‌خورم و نصفه شبا رقصای جادویی می‌کنم». مردم می‌گن اوه، پسر، اون مایکل جکسون خله. عقلش پاره سنگ ور می‌داره. یه حرف درست حسابی که بتونی باور کنی از دهنش بیرون نمی‌یاد.

## شایعات مربوط به ظاهر مایکل جکسون

### سفید شدن پوست مایکل جکسون

بیماری پیسی یا ویتیلیگو یا برص که در آن رنگ‌دانه‌های پوست بی‌رنگ می‌شود.

مایکل جکسون یک سیاه‌پوست بود و رنگ پوست او به رنگ قهوه‌ای روشن در دوران نوجوانی‌اش بود، اما از اواسط دههٔ ۸۰ میلادی، رنگ پوست او به آهستگی کم رنگ‌تر شده و به سمت سفیدی رفت. در همین هنگام این اتفاق توسط رسانه‌ها و اخبار به صورت وسیعی تحت پوشش قرار گرفت و شایعات بسیاری دربارهٔ جکسون به وجود آمد که او از رنگ پوستش بدش می‌آید و می‌خواهد پوستش را سفید کند. اما دلیل سفیدی پوست او بیماری پیسی بود. شایعات تغییر رنگ پوست جکسون از سال‌های ۱۹۸۵ آغاز شد اما جکسون تا سال ۱۹۹۳ و به مدت ۸ سال دربارهٔ آن صحبتی نکرد. به همین دلیل این شایعه بسیار گسترش یافت. (مایکل در مصاحبه با اپرا وینفری که بعد ۱۴ سال سکوت‌اش انجام می‌شد برای اولین بار دربارهٔ بیماری‌هایش صحبت کرد. صحبت‌های او دربارهٔ بیماری ویتیلیگو (پیسی) که تا آن زمان کاملأ ناشناخته بود، باعث به وجود آمدن بحث‌ها و کنجکاوی‌های عمومی و جهانی دربارهٔ این بیماری شد) به گفتهٔ زندگی‌نامه نویس، جی. رندی تارابورلی، مایکل جکسون از سال ۱۹۸۶ متوجهٔ بیماری‌اش شد، او به دو بیماری مبتلا بود: یکی پیسی یا ویتیلیگو یا برص و دیگری لوپوس منتشر. (به گفتهٔ خود جکسون بیماری او از سال ۱۹۷۹ آغاز شد و او اولین بار در سال ۱۹۸۳ و قبل از اجرای برنامهٔ موتاون ۲۵ متوجهٔ لکه‌ای سفید بر روی دست چپش شد. او برای این که کسی از بیماری‌اش مطلع نشود، یک عدد دست‌کش سفید رنگ پولک دوزی‌شده راطراحی کرد. این دست‌کش بعدها در بین مردم مد شد و به یکی از نشانه‌های مایکل جکسون بدل گشت) اولین بیماری باعث از بین رفتن رنگ پوست جکسون شد و دومی باعث تغییراتی در چهرهٔ او. این دو بیماری باعث شد تا پوست جکسون در برابر نور مستقیم آفتاب حساس شود. در صورت قرار گرفتن جکسون در نور آفتاب، می‌توانست او را به بیماری سرطان پوست نیز مبتلا کند. به گفتهٔ خود مایکل، به همین دلیل از ماسک و چتر استفاده می‌کرد. همچنین او به خاطر پنهان کردن بیماریش از لوازم آرایشی استفاده می‌کرد که این کار باعث تغییر بسیار صورت او از حالت مردانه به زنانه می‌شد.
پس از مرگ مایکل جکسون، پزشکی قانونی تأیید کرد که او به این بیماری‌ها مبتلا بود و دلیل تغییر چهره و رنگ پوستش و همین‌طور آرایش و پوشاندن صورتش به همین خاطر بوده‌است.

### شایعات جراحی‌های پلاستیک متعدد مایکل جکسون
مایکل جکسون دربارهٔ این شایعه در کتاب زندگی‌نامه‌اش به نوشتهٔ خودش در سال ۱۹۸۸ می‌گوید:
وقتی برای اولین بار مشهور شدم، هنوز کوچک بودم و مانند تمامی بچه‌ها تپل بودم. صورتم هم خیلی گرد بود و گونه داشتم. گردی صورتم تا سال‌ها بعد با من ماند، تا زمانی که رژیم غذایی‌ام را تغییر دادم و خوردن گوشت قرمز، مرغ، گوشت خوک، ماهی و چیزهای چاق کننده را متوقف کردم. فقط می‌خواستم بهتر به نظر برسم. بهتر و سلامت‌تر زندگی کنم. به تدریج وزنم کم شد و صورتم به حالتی که الان هست، درآمد؛ و روزنامه‌ها مرا متهم می‌کردند که ظاهرم را با جراحی پلاستیک تغییر داده‌ام. گذشته از جراحی بینی، که من آزادانه تأیید کردم که انجامش داده‌ام. همانند بسیاری از خواننده‌ها و بازیگران. [اما] آن‌ها یکی از عکس‌های قدیمی‌ام را که مربوط به دوران بلوغ یا دبیرستانم بود، انتخاب می‌کردند و آن را با یکی از عکس‌های جدیدم مقایسه می‌کردند. در عکس قدیمی، صورتم گرد و تپل بود و موهای آفریقایی داشتم و نورپردازی عکس هم خیلی بد بود. عکس جدید، صورت یک فرد بسیار بزرگ‌تر و بالغ را نشان می‌داد. مدل موهایم فرق کرده بود و بینی‌ام را هم عمل کرده بودم. همچنین، نورپردازی عکس‌ها هم با گذشت زمان عالی شده بود. اینطور مقایسه کردن‌ها واقعأ منصفانه نیست. من هرگز گونه‌ها یا چشمانم را تغییر نداده‌ام. لب‌هایم را نازک نکرده‌ام و هیچگونه عمل جراحی روی پوستم نداشته‌ام. تمام این اتهامات مضحک است. اگر حقیقت داشت، می‌گفتم. اما حقیقت ندارند. من دوبار بینی‌ام را عمل کردم و اخیراً یک شکاف در چانه‌ام ایجاد کرده‌ام [که امروزه به عنوان جراحی پلاستیک، محسوب نمی‌شود]. ولی تمامش همین است. من به چیزهایی که دیگران می‌گویند، اهمیت نمی‌دهم. این صورت خودم است و خودم می‌دانم.

## شایعه محفظه اکسیژن مایکل جکسون

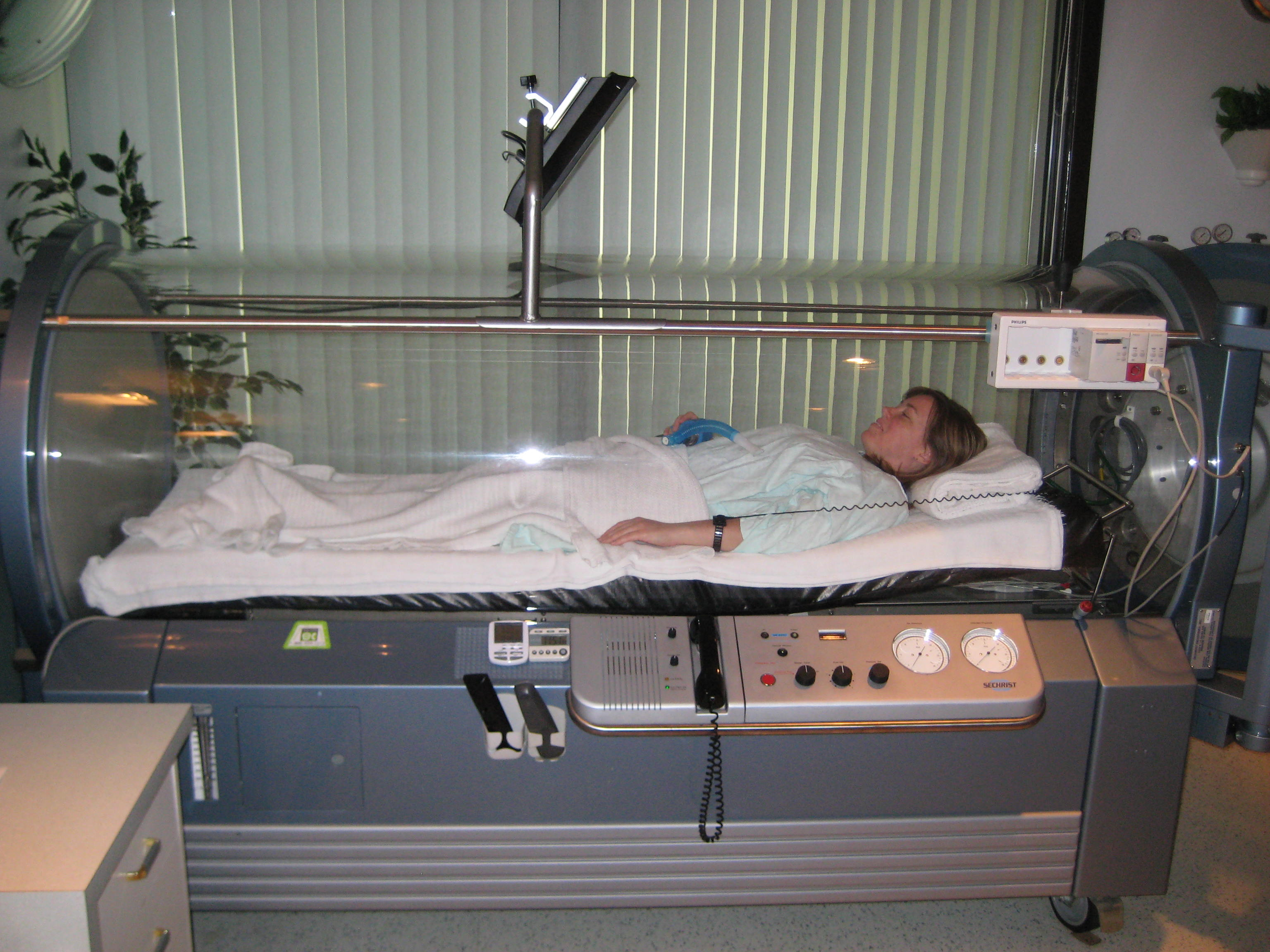
محفظهٔ اکسیژن

در ۱۹۸۶، رسانه‌های شایعه پرداز (تبلویدها)، داستانی منتشر کردند که ادعا می‌کرد جکسون برای حفظ جوانی‌اش در زیر محفظهٔ اکسیژن پر فشار می‌خوابد و تصویری از او، در حالی که زیر یک جعبهٔ شیشه‌ای دراز کشیده بود همراه با این خبر منتشر شد. با وجود اینکه این ادعا نادرست بود، جکسون خود به این داستان جعلی پر و بال داد.
این داستان از جایی شروع شد که موهای مایکل جکسون در پی حادثه‌ای در تبلیغ برای کمپانی پپسی در سالن نمایش بزرگ «شراین» در لس‌آنجلس، بر اثر خطا در عملیات آتش بازی آتش گرفت و پوست سرش دچار سوختگی درجه سه شد. این حادثه در برابر چشمان سالن لبریز از جمعیتی که برای بازسازی کنسرت مربوط به تبلیغ آنجا گرد آمده بودند، اتفاق افتاد. جکسون که در ابتدا متوجهٔ این حادثه نشده بود، به اجرایش ادامه داد و مردم نیز فکر کردند این اتفاق بخشی از نمایش جکسون است، که همین امر باعث شدیدتر شدن سوختگی شد. شرکت پپسی خسارت این حادثه را خارج از دادگاه پرداخت کرد و جکسون یک و نیم میلیون دلاری را که به او پرداخت شده بود به «مرکز سوختگی مایکل جکسون» اهدا کرد.
مایکل جکسون در مصاحبهٔ با اپرا وینفری که بعد از ۱۴ سال سکوت مایکل انجام می‌شد، داستان محفظهٔ اکسیژن را این‌گونه شرح داد: «اون.. من یه تبلیغ تجاری برای پپسی انجام دادم و موقع ساخت تبلیغ، بدجوری سوختم و ۱٫۵ میلیون دلار خسارت گرفتم. من تمام این پول رو دادم به… ما یه مرکز درمانی [با این پول ساختیم] به نام «مرکز سوانح سوختگی مایکل جکسون». و در آنجا از یک تکنولوژی خاص (محفظهٔ اکسیژن) برای مداوای افرادی که سوختگی دارن استفاده میشه. خوب من به این دستگاه نگاه کردم و تصمیم گرفتم به داخلش برم فقط برای اینکه ببینم که چطور کار میکنه. بعد یه نفر عکسم رو گرفت؛ و وقتی عکس رو چاپ می‌کردن، کسی که عکس رو چاپ می‌کرد، گفت: «وای این مایکل جکسونه». و از روش کپی تهیه کرد و این عکس‌ها با دروغی که بهشون ضمیمه شده بود، منتشر شدن. این کاملاً دروغه. چرا این ورق پاره‌ها رو می‌خرین؟... میدونین؛ در مورد آدم‌ها قضاوت نکنید. مگر این اینکه یکی یکی با همهٔ آن‌ها صحبت کرده باشید. اهمیت نمی‌دهم که داستان چیست. در موردشان قضاوت نکنید چون همش دروغ است».

## شایعه تغییر جنسیت مایکل جکسون
این شایعه در حالی مطرح است که مایکل در طول عمرش ۲ بار ازدواج کرد و صاحب ۳ فرزند نیز می‌باشد. همچنین بعد از مرگ مایکل جکسون در اطلاعیهٔ پزشکی قانونی لس‌آنجلس هیچ گونه گزارشی از تغییر جنسیت مایکل داده نشد و اسپرم او سالم تشخیص داده شد.

## شایعه پدر بیولوژیکی نبودن مایکل جکسون برای فرزندانش
مایکل جکسون در طول عمر خود دو بار ازدواج کرد: لیزا ماری پریسلی در سال ۱۹۹۴ و دبی رو در سال ۱۹۹۶. او از همسر دوم خود که یک سفیدپوست بود، صاحب یک پسر و یک دختر با نام‌های پرنس (۱۹۹۷) و پاریس (۱۹۹۸) شد. در سال ۲۰۰۲ نیز فرزند سوم او با نام بِلَنکِت به صورت لقاح مصنوعی به دنیا آمد. تمام ۳ فرزند مایکل سفیدپوست هستند.
در سال ۲۰۰۹ مارک لستر که از دوستان نزدیک مایکل جکسون بود ادعا کرد با اهدای اسپرم خود به مایکل و همسرش به آن‌ها کمک کرده‌است تا بتوانند فرزندانی داشته باشند. او به خبرنگاران گفت: دختر ۱۸ ساله من «اولیویا» کاملاً شبیه «پاریس» دختر مایکل است و این خود شاهدی بر ادعای من می‌باشد. مایکل از من خواست با اهدای اسپرم کمک کنم تا همسر او «دبی رو» صاحب فرزند شود و من این کار را برای او انجام دادم اما هرگز به صورت رسمی صحبتی از این ماجرا به میان نیامده است. او اضافه می‌کند این اتفاق سه بار تکرار شد و حالا من می‌خواهم به همه نشان دهم که صحبت‌های من درست است. پیشتر گمانه زنی شده بودکه آرنولد کلاین که پزشک مایکل جکسون بوده‌است پدر واقعی دو فرزندی بوده‌است که دبی رو به دنیا آورده‌است.

### پرنس جکسون
پرنس جکسون در ۱۳ فوریه ۱۹۹۷ (‎۲۵ بهمن ۱۳۷۵) به دنیا آمد. درست پس از به دنیا آمد او، شایعاتی در بین مردم رواج پیدا کرد که اکثر این شایعات توسط روزنامه‌نگاران و خبرنگارانی که در جلوی بیمارستان او منتظر خبر به دنیا آمدن پرنس بودند ایجاد شد مبنی بر این که چطور ممکن است مایکل جکسون که یک سیاه‌پوست است، صاحب فرزندی سفیدپوست شود. آن‌ها ادعا کردند که پرینس پسر مایکل جکسون نیست و او را به فرزندی قبول کرده‌است.
زندگی‌نامه نویس، جی. رندی تارابورلی، در کتاب زندگی‌نامهٔ مایکل به نام «جادو و جنون» می‌نویسد: «پدر پدر بزرگ مادری مایکل، یک دورگهٔ سفید و سیاه بوده‌است و با توجه به اینکه دبی رو، همسر مایکل جکسون، یک سفیدپوست است، بنابراین امکان سفیدپوست بودن فرزند مایکل جکسون وجود داشت». اما با این وجود این واقعیت از طرف رسانه‌های جهان پخش نشد و تاکنون هم برای بسیاری این مسئله مبهم است. پس از این جنجال‌ها، افراد بسیاری اعلام کردند که پدر یا مادر پرنس جکسون هستند که هیچ‌کدام نتوانستند این موضوع را مشخص کنند.
پس از مرگ مایکل جکسون مشخص گردید که پرنس جکسون نیز همانند پدرش، مایکل جکسون، به بیماری ویتیلیگو (پیسی) مبتلا است. این خبر به دنبال پخش شدن عکس‌های پرنس در کنار دریا که قسمت‌هایی از بدن او را بی‌رنگ نشان می‌داد پخش شد و سپس توسط چند پزشک تأیید شد. در این عکس‌ها قسمت‌های مختلف بدن پرنس رنگ خودش را از دست داده بود.

## اعتقادات
اعتقادات و باورهای جکسون در بعضی مواقع باعث بروز جنجال‌هایی می‌شد. (برای نمونه: تریلر مایکل جکسون)
جکسون از لحاظ اعتقادی یک خداباور مسیحی و از فرقه شاهدان یهوه بود. منابع و اتفاقات مهمی بر این امر تأکید دارند. یکی از آن‌ها زمان انتشار ویدئوی تریلر اتفاق افتاد. موضوع این ویدئو در مورد زنده شدن مردگان بود و بزرگان فرقهٔ شاهدان یهوه آن را قبول نداشتند و کار به جایی رسید که خود مایکل تصمیم به منهدم کردن ویدئوهای آن کرد. او به مدیر برنامه‌هایش، جان برانکا، گفت که نوارها را خراب کند. اما برانکا این کار را نکرد و روز بعد مایکل را متقاعد کرد که ویدئوی تریلر را از بین نبرد. برانکا پیشنهاد داد تا به جای خراب کردن ویدئو، پیامی را به اول آن اضافه کند مبنی بر این که: «وی در عمل هیچ اعتقادی به صحنه‌های نمایش داده شده در این ویدئو نداشته و این فقط یک نمایش است».
همچنین وی در مصاحبه‌ای با اپرا وینفری که در سال ۱۹۹۳ به صورت زنده پخش شد بر این نکته اذعان کرد.

اپرا: آیا تو معنوی‌گرا هستی؟جکسون: در چه زمینه‌ای؟اپرا: یعنی این که تو مدیتیشن می‌کنی؟ تو این رو درک می‌کنی که چیز بزرگتری هست که بر روی مسائل تأثیر می‌ذاره؟جکسون: به خدا اعتقاد دارم، قطعاً، قطعاً، خیلی زیاد.

در ادامه شایعه‌های بسیاری در مورد اعتقادات جکسون به وجود آمد که تناقضات زیادی با هم داشتند. مانند مسلمان شدن جکسون و خداناباور بودن او.
در مورد خداناباور بودن، وی علناً این مسئله را رد می‌کند.
مایکل در فیلم این آخرش است (انتشار: ۲۰۰۹) پیش از اجرای قطعهٔ «ترانه زمین» این جمله را می‌گوید:
من خدا و خورشیدش را خیلی دوست دارم.

### شایعه مسلمان شدن مایکل جکسون
شایعهٔ مسلمان شدن مایکل جکسون در سال‌های بعد از دادگاه مردم در برابر جکسون سال ۲۰۰۵ به وجود آمد. جکسون پس از تبرئه از تمام اتهامات کودک آزاری مدتی خود را پنهان کرد و ازدید عموم فاصله گرفت. او که در این مدت به همراه فرزندانش در خانه‌ای در کشور ایرلند ساکن بود، برای برخی کارهای تجاری به کشور مسلمان بحرین مسافرت می‌کرد. او که قصد داشت مردم بحرین او را نشناسند با لباس زنان عربی به مراکز عمومی شهر رفت‌وآمد می‌کرد که خود همین پوشش مبدل باعث به وجود آمدن جنجال‌ها و شایعات دیگری شد. در یکی از همین رفت‌وآمدها، یکی از فروشندگان بازار، محافظین مایکل جکسون را شناخت. بدین ترتیب شایعه گردید که جکسون در کشور بحرین سکونت دارد در حالی که او در اصل بعد از دادگاه سال ۲۰۰۵ به مدت ۱ سال و نیم در کشور ایرلند سکونت داشت و به هیچ عنوان در بحرین یا دبی ساکن نشد.
رفت‌وآمد زیاد مایکل به کشوری که ۸۰ درصد مردم آن مسلمان بودند و همچنین پوشیدن لباس‌های سنتی عربی مردانه و زنانه که برای فاش نشدن هویتش در عموم از آن استفاده می‌کرد، شروعی بود برای ایجاد شایعاتی جدید.
مهم‌ترین این شایعات، شایعهٔ مسلمان شدن مایکل جکسون بود که درست بعد از مشاهده شدن جکسون در بحرین با لباس‌های عربی مطرح شد.
خبرهایی جسته و گریخته نیز در منابع خبری جهان پخش شد: «او پس از مسلمان شدنش گفت که قصد دارد به زودی یک آهنگ دربارهٔ دین اسلام و به زبان عربی اجرا کند». مدتی بعد آهنگی با نام «Give Thanks To Allah» نیز منتشر شد که شایعه شد توسط مایکل جکسون خوانده شده‌است اما در اصل توسط Zain Bhikha، خوانندهٔ اهل آفریقای جنوبی خوانده شده بود. سپس در منابعی هم گفته شد که جکسون از اعمال خود پشیمان است: «وقت آن فرا رسیده‌است که در برابر خداوند به گناهانم اعتراف کنم و به خاطر همه چیز عذرخواهی نمایم». همچنین شایعاتی مبنی بر اینکه جکسون قصد فروش تمام املاکش در آمریکا را دارد و می‌خواهد برای همیشه در بحرین زندگی کند به وجود آمد. در پی این اخبار، روزنامهٔ جمهوری اسلامی اسلام آوردن مایکل را نپذیرفت و او را یک منحرف خواند.
اما شایعهٔ اصلی در سال ۲۰۰۸ و اولین بار توسط روزنامهٔ «سان» انگلستان که به یکی از روزنامه‌های شایعه پرداز معروف است بیان شد. این روزنامه مدعی بود که از طرف منبعی آگاه و معتبر، باخبر شده که مایکل جکسون به اسلام گرویده‌است.
مایکل جکسون خواننده ۵۰ ساله در خانهٔ دوستش در لس آنجلس به دین اسلام گرویده و نام «میکائیل» را برای خود برگزیده‌است. او در حالی که لباس سنتی اسلامی بر تن کرده بود طی مراسمی در حضور یک روحانی اعتقادش به قرآن و اسلام را اعلام کرد.
در پی این اقدام روزنامهٔ «سان»، روزنامه‌های معتبر جهان به نقل از این روزنامه خبرهایی را منتشر کردند. دیلی تلگراف یکی از این روزنامه‌ها بود: «وی گفت وقتی که مراسم را به جا می‌آورد روی زمین نشسته بودم و کلاه کوچکی روی سرم گذاشته بودم».
روزنامهٔ دیلی میل چاپ لندن نیز خبری را منتشر کرد: «خوانندهٔ ۵۰ سالهٔ موسیقی پاپ، که پیش از این تصویری از او با لباس‌های زنان عربی در بحرین توسط عکاسان شکار شده بود، در جشنی دوستانه در لس آنجلس، خبر گرویدنش به دین اسلام را به اطلاع حاضران رسانده‌است».
هم‌زمان با این شایعات، شنیده شد «یوسف اسلام»، خوانندهٔ ۶۰ ساله بریتانیایی که قبلاً «کت استیونز» نامیده می‌شد و بعداً به اسلام گروید به تجلیل از جکسون پرداخته‌است.
شایعهٔ مسلمان شدن مایکل جکسون هیچگاه از طرف خودش تأیید یا رد نشد. اما پس از مرگ ناگهانی و مشکوک مایکل جکسون، برادر او، جرمین جکسون، که از سال ۱۹۸۹ مسلمان شده بود، اعلام کرد:
اگرچه او هرگز مسلمان نشد اما به اسلام اعتماد داشت. اگر او به اسلام می‌گرایید، امروز زنده بود.
مایکل جکسون در طول عمر خود بسیار مطالعه می‌کرد. او کتابخانه‌ای عظیم را در خانه‌اش ساخته بود و به گفتهٔ نزدیکانش، اکثر کتاب‌ها را خوانده بود. زمانی که جرمین جکسون برای مراسم حج به مکه رفت، برای مایکل کتاب‌های بسیاری را در رابطه با اسلام آورد و مایکل با خواندن آن کتاب‌ها به اسلام اطمینان پیدا کرد.
برادر دیگر مایکل، مارلون جکسون، در مراسم یادبود مایکل جکسون دربارهٔ شایعات به وجود آمده دربارهٔ مایکل توضیح داد:
روزی مردی را با لباس مبدل در حال خرید تعداد زیادی صفحه موسیقی دیدم. نزدیک رفتم و به او گفتم مایکل تو اینجا چه می‌کنی؟ مایکل برگشت و گفت مارلون از کجا دانستی من هستم؟ به او گفتم تو برادر من هستی. تو را در هر حالی می‌شناسم. حتی وقتی لباس مبدل بپوشی. من راه رفتن و حرکات تو را می‌شناسم؛ و کفش‌هایش هم او را لو می‌دادند. او همیشه هر جا که می‌رفت همان کفشها را می‌پوشید؛ و فکر می‌کنم این شیوهٔ او بود برای نشان دادن چیزی که ما قدر آن را نمی‌دانستیم. ما هرگز نمی‌فهمیم او چه چیزهایی را تحمل کرد. اینکه نمی‌توانست جایی برود بدون آنکه عدهٔ زیادی تعقیبش کنند. او مورد قضاوت قرار گرفت. مسخره شد. مگر یک نفر چقدر می‌تواند تاب بیاورد؟ اما مایکل، شاید اکنون دیگر راحتت بگذارند.
اما با مرگ مایکل جکسون، این شایعات دوباره شدت گرفت، تا جایی که در برخی منابع گفته شد که مایکل جکسون را به شیوهٔ اسلامی دفن می‌کنند؛ اما این اتفاق هرگز نیفتاد.

## شایعه زنده بودن مایکل جکسون
در ۲۵ آگوست ۲۰۰۹ (‎۳ شهریور ۱۳۸۸) و درست ۲ ماه بعد از مرگ مایکل جکسون و چند روز قبل از مراسم دفن او، شبکهٔ آرتی‌ال (RTL) اعلام کرد که از یک «منبع ناشناس» باخبر شده‌اند که مایکل جکسون زنده است. این شبکه، ویدئویی را در سایت یوتوب منتشر کرد که در آن فردی با ظاهر مایکل جکسون توسط یک نفر همراه، از اتومبیل وانت استیشن پزشکی قانونی در یک پارکینگ خارج می‌شوند. در همان روز ۸۸۰ هزار نفر این ویدئو را تماشا کردند. فردای آن روز شبکهٔ آرتی‌ال این ویدئو را از سایت پاک کرد و در طی خبری فوری اعلام کرد که این خبر و ویدئوی مربوط به آن در واقع آزمونی بوده‌است برای سنجش میزان زودباوری کاربران اینترنت. اما آن ویدئوی دروغین کپی شد و به تیتر اخبار جهان و وبلاگ‌ها و سایت‌های اینترنتی تبدیل شد. این خبر در همان یک روز به تیتر اکثر اخبار جهان بدل گشت و با این حال که شبکهٔ آرتی‌ال در روز بعد، این خبر را رد کرد و از آن به عنوان آزمونی برای میزان باورپذیری مردم در برابر شایعات یاد کرد، اما به جز تعداد کمی از شبکه‌ها آن هم در بازتابی بسیار کم، خبر تکذیب این ویدئو را ندادند.
به گفتهٔ خود شبکهٔ آرتی‌ال هدف از ساخت و انتشار این ویدئو، آزمون این مسئله بوده‌است که اطلاعات نادرست و دسیسه چینی‌ها تا چه حد می‌تواند ذهن مخاطبان را با موفقیت هدف قرار دهد. سخنگوی این شبکه گفت: «متأسفانه اکثر مردم گول خوردند». با اینکه این ویدئو بسیار آماتور وار و ناشیانه است. نور پردازی بسیار ضعیف و صدای گنگی دارد، در نزدیکی شهر کلن آلمان فیلم‌برداری شده‌است پس بنابراین هر فردی باید به سادگی بتواند به جعلی بودن آن پی ببرد، اما تماشاکنندگان این ویدئو فارغ از تمامی این جزئیات، گول آرم پزشکی قانونی را خوردند که با رنگ و حروف انگلیسی روی این وانت استیشن نوشته شده بود و الغا می‌کرد که مکان فیلم‌برداری، ایالات متحده است.
ما می‌خواستیم نشان دهیم که چگونه کاربران می‌توانند به سادگی هرچه تمامتر مورد بهره‌برداری ویدئوهای قلابی قرار بگیرند؛ بنابراین ویدئویی ساختیم که مایکل جکسون را زنده نشان می‌داد. گرچه اکنون همه می‌دانند که وی از دنیا رفته‌است، اما واکنش مردم به این ویدئو نفس ما را بند آورد. متأسفانه بسیاری آن را باور کردند، گرچه ما سعی کردیم این ویدئو را طوری بسازیم که هر بینندهٔ معمولی‌ای بتواند به جعلی بودنش پی ببرد.
اگر چه این شایعه کذب بود اما سایت‌های اینترنتی ضمن اعلام نکردن کذب بودن این خبر، شروع به اعلام خبرها و تصاویر دیگری از احتمال زنده بودن مایکل جکسون کردند. تصاویری از مراسم دفن مایکل جکسون پخش شد که زنی را نشان می‌داد که شباهتی به مایکل جکسون داشت و نظاره‌گر مراسم بود. گرچه این عکس‌ها ساختگی بود اما باز هم جنجال‌برانگیز شد.

## فهرست گزیدهٔ منابع
- Campbell, Lisa (1993). Michael Jackson: The King of Pop. Branden. ISBN 0-8283-1957-X.
- George, Nelson (2004). Michael Jackson: The Ultimate Collection booklet. Sony BMG.
- Taraborrelli, J. Randy (2009). Michael Jackson: The Magic, The Madness, The Whole Story, 1958–2009. Terra Alta, WV: Grand Central Publishing, 2009. ISBN 0-446-56474-5, 9780446564748. {{cite book}}: Check |isbn= value: invalid character (help)
- Jackson, Michael (2009) [First published 1988]. Moonwalk. Random network House. ISBN 978-0-307-71698-9. {{cite book}}: External link in |publisher= (help) (Moonwalk)